# Sharpes reiger
Sharpes reiger (Egretta vinaceigula) is een vogel uit de familie der reigers (Ardeidae). De vogel werd in 1895 door Richard Bowdler Sharpe geldig beschreven als Melanophoyx vinaceigula; de Nederlandse naam is een eerbetoon aan de soortauteur. Het is een door habitatverlies kwetsbaar geworden vogelsoort die voorkomt in Midden- en zuidelijk Afrika.

## Kenmerken
De vogel is 60 cm lang. Het is een kleine, donkere reiger die overwegend blauwgrijs van kleur is, maar onder beroerde lichtomstandigheden bijna zwart lijkt. Op korte afstand is te zien dat de reiger een witte keel heeft en dat het voorste deel van de nek roodachtig van kleur is. De poten (inclusief de tenen) zijn groengeel. De zwarte reiger  (E. ardesiaca) lijkte enigszins op deze reiger, maar heeft alleen gele tenen, geen rood op de nek en de zwarte reiger jaagt door de vleugels te spreiden; Sharpes reiger doet dit niet.

## Verspreiding, leefgebied en voortplantingsgedrag
De soort komt voor van Zambia tot noordoostelijk Namibië, noordelijk Botswana en westelijk Zimbabwe.
Sharpes reiger leeft van vis, kikkers, amfibieën en andere op en in het water levende dieren van draslanden, meren, rivieren en overstromingsgebieden. Hij foerageert in groepen van meestal 4 tot 8, soms oplopend 60 individuen, voornamelijk in ondiep water.
Sharpes reiger broedt in kolonies van 4 tot 60 nesten, bij voorkeur op de grond tussen het riet langs tijdelijk ondergelopen draslanden. Een legsel bestaat uit 1 tot 4 eieren en de broedtijd is 22 tot 24 dagen.

## Status
De grootte van de populatie werd in 2016 door BirdLife International geschat op 2,5 tot 3,3 duizend volwassen individuen. De populatie-aantallen nemen af door habitatverlies. Het leefgebied wordt aangetast door drooglegging van moerassen waarbij draslanden plaats maken voor intensief agrarisch gebruikt land voor onder meer de teelt van rijst. Om deze redenen staat deze soort als kwetsbaar op de Rode Lijst van de IUCN.